# Cuadro profesional
Cuadro profesional, o simplemente "cuadro", es el conjunto de mandos de una empresa, administración pública o ejército. Como cuadro intermedio es la categoría profesional intermedia: superior a la del trabajador especializado e inferior al ejecutivo.
También define a ciertos partidos políticos: los partidos de cuadros (propios del siglo XIX) frente a los partidos de masas (propios del siglo XX).
Se usa a veces en francés (cadre), indicando a los puestos que forman la columna vertebral de una organización, por lo general política o militar. El término cadre (o en plural, cadres) generalmente se aplica a un pequeño núcleo de personas comprometidas y con experiencia, capaces de formar a los nuevos miembros y asumir el liderazgo del grupo.